# Петрова (Тюменская область)
Петрова — деревня в Викуловском районе Тюменской области России. Входит в состав Березинского сельского поселения.

## История
В «Списке населенных мест Российской империи» 1871 года издания (по сведениям 1868—1869 годов) населённый пункт упомянут как казённая деревня Ишимского округа Тобольской губернии, при речке Ике, расположенная в 149 верстах от окружного центра города Ишим. В деревне насчитывалось 28 дворов и проживало 129 человек (59 мужчин и 70 женщин).
В 1926 году в деревне имелось 50 хозяйств и проживало 225 человек (106 мужчин и 119 женщин). В административном отношении входила в состав Боковского сельсовета Викуловского района Ишимского округа Уральской области.

## География
Деревня находится в восточной части Тюменской области, в таёжной зоне, в пределах юго-западной части Западно-Сибирской низменности, на правом берегу реки Ик (приток реки Ишим), на расстоянии примерно 14 километров (по прямой) к западу от села Викулова, административного центра района. Абсолютная высота — 71 метр над уровнем моря.
Климат
Климат континентальный с суровой холодной зимой. Годовое количество осадков — 417 мм. Средняя температура января составляет −18,9 °C, июля — +18 °C. Продолжительность периода с
устойчивым снежным покровом — 161 день.
Часовой пояс
Деревня Петрова, как и вся Тюменская область, находится в часовой зоне МСК+2. Смещение применяемого времени относительно UTC составляет +5:00.

## Население
| 2010 |
| ---- |
| 123  |

Гендерный состав
По данным Всероссийской переписи населения 2010 года в гендерной структуре населения мужчины составляли 50,4 %, женщины — соответственно 49,6 %.
Национальный состав
Согласно результатам переписи 2002 года, в национальной структуре населения русские составляли 97 % из 112 чел.

## Улицы
Уличная сеть деревни состоит из двух улиц и одного переулка.